# Mühlhausen (Werneck)
Mühlhausen ist ein Gemeindeteil des Marktes Werneck im unterfränkischen Landkreis Schweinfurt in Bayern.

## Geographie
Das Pfarrdorf liegt vier Kilometer südwestlich von Werneck, Schweinfurt ist etwa 15 Kilometer Luftlinie entfernt. Unmittelbar nördlich von Mühlhausen fließt die Wern. Der Weidleinbach, der Brumbach und der Riedener Mühlbach fließen in das Ortsgebiet. Durch Mühlhausen verläuft der Fränkische Marienweg.

## Geschichte
Siedlungsspuren sind seit der Jungsteinzeit nachweisbar. Es wurden Siedlungsstellen der Linearbandkeramik, der Rössener Kultur, der Hallstatt-, Latène-, Urnenfelder- sowie der Eisenzeit gefunden. Die Ursprünge von Mühlhausen gehen auf die fränkische Reichskolonisation zur Karolingerzeit im 8./9. Jahrhundert zurück. 815 wurde der Ort als „Mulinhuus“ erstmals urkundlich erwähnt. Der Name bedeutet Haus bzw. Häuser bei der Mühle. Früher befanden sich an der Wern und ihren Nebenbächen insgesamt vier Mühlen. 1690 wurde die Kirche St. Martin errichtet. Am 1. Januar 1976 wurde die Gemeinde Mühlhausen in die Gemeinde Werneck eingegliedert.

## Baudenkmäler
Sehenswert sind die katholische Pfarrkirche St. Martin sowie viele Bildstöcke.

## Wirtschaft / Infrastruktur
Die Flur liegt im Talgrund der Wern und besteht aus hügeligem Ackerland. An den Hängen wird Wein angebaut. Bis vor wenigen Jahrzehnten gab es mehrere Muschelkalk-Steinbrüche; sie sind wieder aufgefüllt. Die Einwohner sind in Werneck und vor allem in der Schweinfurter Industrie beschäftigt. Im Wettbewerb Unser Dorf soll schöner werden bekam Mühlhausen bis 1967 elfmal in 13 Jahren den 1. Preis auf Landkreisebene.

### Verkehr
Im Norden von Mühlhausen führt die Bundesstraße 26 vorbei. 1,5 km westlich überquert die Autobahn A7 auf einer 31 Meter hohen Brücke das Werntal. Nächste Anschlussstelle ist Gramschatzer Wald (AS 100). Die Werntalbahn verläuft durch den Ort. Der Personenverkehr auf dieser Strecke wurde 1976 eingestellt, der Bahnhof stillgelegt. Mühlhausen ist an das Radwegenetz des Marktes Werneck angeschlossen.